# Мартињш Мејерс
Мартињш Мејерс (лет. Mārtiņš Meiers; Јурмала, 30. март 1991) је летонски кошаркаш. Игра на позицији центра.

## Биографија

### Репрезентација
Играо је за сениорску репрезентацију Летоније на Европским првенствима 2011, 2013, 2015. и 2017. године.

## Успеси

### Клупски
- ВЕФ Рига:
  - Првенство Летоније (1): 2016/17.

- Будућност:
  - Куп Црне Горе (1): 2020.